# Aeroportul Benguela
Aeroportul Benguela (IATA: BUG, ICAO: FNBG) este un aeroport din Provincia Benguela, Angola ce deservește zona Benguela. A fost numit după zona deservită.
Situat la o altitudine de 36 m, aeroportul dispune de 1 pistă.

## Infrastructură

### Piste
Aeroportul dispune de o singură pistă. Pista 14/32 are suprafața de asfalt și dimensiunile 1.620 m × 30 m. 